# Hünfelden

Bannerflagge

Hünfelden ist eine Gemeinde mit 9818 Einwohnern (31. Dezember 2024) im mittelhessischen Landkreis Limburg-Weilburg. Die Gemeinde liegt im Taunus nördlich der Landeshauptstadt Wiesbaden an der Hühnerstraße (Bundesstraße 417).

## Nachbargemeinden
Hünfelden grenzt im Norden an die Stadt Limburg und die Gemeinde Brechen, im Osten an die Gemeinde Selters und die Stadt Bad Camberg (alle im Landkreis Limburg-Weilburg), im Süden an die Gemeinden Hünstetten und Aarbergen (beide im Rheingau-Taunus-Kreis), sowie im Westen an die Verbandsgemeinden Aar-Einrich und Diez (beide im Rhein-Lahn-Kreis in Rheinland-Pfalz).

## Gemeindegliederung
Die Gemeinde besteht aus folgenden sieben Ortsteilen, die ehemals selbstständig waren:
| Ortsteile  | Ortsteile  | Einwohner Stand: 1. Januar 2019 |
| Dauborn    | Dauborn    | 2714                            |
| Kirberg    | Kirberg    | 2295                            |
| Mensfelden | Mensfelden | 1297                            |
| Heringen   | Heringen   | 983                             |
| Nauheim    | Nauheim    | 882                             |
| Ohren      | Ohren      | 774                             |
| Neesbach   | Neesbach   | 761                             |
| Gesamt     | Gesamt     | 9706                            |

## Geschichte

### Gemeindegebiet
Im Gebiet der heutigen Gemeinde Hünfelden kann Mensfelden auf die älteste bekannte Erwähnung aus dem Jahr 775 verweisen. Dauborn, Heringen und das inzwischen untergegangene Dorf Bubenheim auf dem Gebiet des heutigen Kirberg folgten 790 im Goldenen Buch der Abtei Prüm. Durch das Hünfeldener Gebiet zogen sich die Via Publica sowie die Hühnerstraße (heutige Bundesstraße 417). 1355 wurde in Kirberg eine Burg errichtet.
Im Jahr 1235 wurde das Zisterzienserinnenkloster Gnadenthal gegründet, das 1590 mit einem großen Äbtissinnenhaus ausgestattet wurde. Nach der Reformation wurde die Anlage zur nassauischen Staatsdomäne. Seit 1969 besteht dort die christliche Kommunität Jesus-Bruderschaft.

### Gemeindebildung
Die Gemeinde Hünfelden entstand im Zuge der Gebietsreform in Hessen am 1. Oktober 1971 durch den freiwilligen Zusammenschluss der bis dahin selbstständigen Gemeinden Dauborn, Heringen, Kirberg, Mensfelden, Nauheim, Neesbach und Ohren. Der Namen „Hünfelden“ wurde damals wegen der zahlreichen Hünengräber aus der Hallstattzeit rund um die Ortsteile Heringen und Ohren gewählt. Die Gemeinde hatte bei ihrer Gründung 6952 Einwohner. Für die ehemals eigenständigen Gemeinden von Hünfelden wurde je ein Ortsbezirke mit Ortsbeirat und Ortsvorsteher nach der Hessischen Gemeindeordnung gebildet.

### Bevölkerung

#### Einwohnerstruktur 2011
Nach den Erhebungen des Zensus 2011 lebten am Stichtag dem 9. Mai 2011 in Hünfelden 9785 Einwohner. Darunter waren 276 (2,8 %) Ausländer, von denen 148 aus dem EU-Ausland, 84 aus anderen europäischen Ländern (einschließlich Russische Föderation, Türkei und die ehemaligen Staaten „Jugoslawien (Gesamtjugoslawien)“) und 44 aus anderen Staaten kamen. (Bis zum Jahr 2020 erhöhte sich die Ausländerquote auf 4,7 %.) Nach dem Lebensalter waren 1749 Einwohner unter 18 Jahren, 4023 zwischen 18 und 49, 2193 zwischen 50 und 64 und 1821 Einwohner waren älter. Die Einwohner lebten in 3983 Haushalten. Davon waren 1000 Singlehaushalte, 1267 Paare ohne Kinder und 1349 Paare mit Kindern, sowie 321 Alleinerziehende und 46 Wohngemeinschaften.  In 806 Haushalten lebten ausschließlich Senioren und in 2710 Haushaltungen lebten keine Senioren.

#### Einwohnerentwicklung
| Hünfelden: Einwohnerzahlen von 1970 bis 2020                        | Hünfelden: Einwohnerzahlen von 1970 bis 2020 | Hünfelden: Einwohnerzahlen von 1970 bis 2020 | Hünfelden: Einwohnerzahlen von 1970 bis 2020 | Hünfelden: Einwohnerzahlen von 1970 bis 2020 |
| ------------------------------------------------------------------- | -------------------------------------------- | -------------------------------------------- | -------------------------------------------- | -------------------------------------------- |
| Jahr                                                                |                                              |                                              |                                              | Einwohner                                    |
| 1970                                                                | 1970                                         |                                              | 6.867                                        | 6.867                                        |
| 1973                                                                | 1973                                         |                                              | 7.427                                        | 7.427                                        |
| 1975                                                                | 1975                                         |                                              | 7.870                                        | 7.870                                        |
| 1980                                                                | 1980                                         |                                              | 8.708                                        | 8.708                                        |
| 1985                                                                | 1985                                         |                                              | 9.106                                        | 9.106                                        |
| 1990                                                                | 1990                                         |                                              | 9.396                                        | 9.396                                        |
| 1995                                                                | 1995                                         |                                              | 9.983                                        | 9.983                                        |
| 2000                                                                | 2000                                         |                                              | 10.359                                       | 10.359                                       |
| 2005                                                                | 2005                                         |                                              | 10.231                                       | 10.231                                       |
| 2010                                                                | 2010                                         |                                              | 9.852                                        | 9.852                                        |
| 2011                                                                | 2011                                         |                                              | 9.785                                        | 9.785                                        |
| 2015                                                                | 2015                                         |                                              | 9.646                                        | 9.646                                        |
| 2020                                                                | 2020                                         |                                              | 9.723                                        | 9.723                                        |
| Quellen: ; Hessisches Statistisches Informationssystem; Zensus 2011 |                                              |                                              |                                              |                                              |

#### Religionszugehörigkeit
| • 1987: | 6095 evangelische (= 68,8 %), 2059 katholische (= 23,3 %), 701 sonstige (= 7,9 %) Einwohner   |
| • 2011: | 5149 evangelische (= 52,6 %), 2114 katholische (= 21,6 %), 2522 sonstige (= 25,8 %) Einwohner |

## Politik

### Gemeindevertretung
Die Kommunalwahl am 14. März 2021 lieferte folgendes Ergebnis, in Vergleich gesetzt zu früheren Kommunalwahlen:

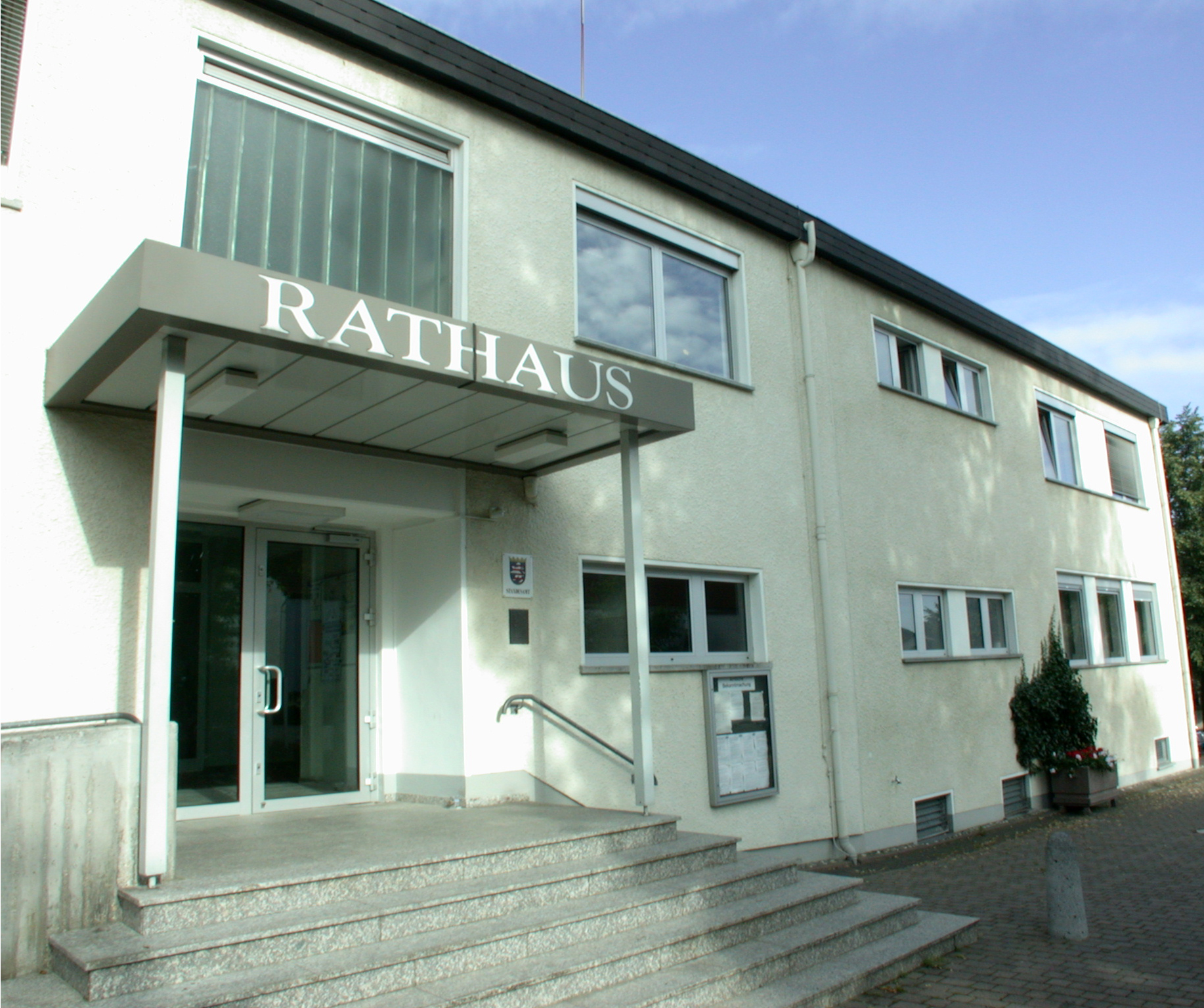
Rathaus der Gemeinde Hünfelden in Kirberg

| Sitzverteilung in der Gemeindevertretung 2021Insgesamt 31 Sitze - SPD: 11 - FBH: 8 - FDP: 2 - CDU: 10 | Parteien und Wählergemeinschaften | Parteien und Wählergemeinschaften           | 2021  | 2021  | 2016  | 2016  | 2011  | 2011  | 2006  | 2006  | 2001  | 2001  |
| Sitzverteilung in der Gemeindevertretung 2021Insgesamt 31 Sitze - SPD: 11 - FBH: 8 - FDP: 2 - CDU: 10 | Parteien und Wählergemeinschaften | Parteien und Wählergemeinschaften           | %     | Sitze | %     | Sitze | %     | Sitze | %     | Sitze | %     | Sitze |
| Sitzverteilung in der Gemeindevertretung 2021Insgesamt 31 Sitze - SPD: 11 - FBH: 8 - FDP: 2 - CDU: 10 | SPD                               | Sozialdemokratische Partei Deutschlands     | 36,5  | 11    | 38,3  | 12    | 42,4  | 13    | 40,8  | 15    | 39,5  | 15    |
| Sitzverteilung in der Gemeindevertretung 2021Insgesamt 31 Sitze - SPD: 11 - FBH: 8 - FDP: 2 - CDU: 10 | CDU                               | Christlich Demokratische Union Deutschlands | 32,7  | 10    | 36,3  | 11    | 34,5  | 11    | 40,5  | 15    | 35,9  | 13    |
| Sitzverteilung in der Gemeindevertretung 2021Insgesamt 31 Sitze - SPD: 11 - FBH: 8 - FDP: 2 - CDU: 10 | FBH                               | Freie Bürgerliste Hünfelden                 | 24,9  | 8     | 25,4  | 8     | 17,1  | 5     | 16,1  | 6     | 19,9  | 7     |
| Sitzverteilung in der Gemeindevertretung 2021Insgesamt 31 Sitze - SPD: 11 - FBH: 8 - FDP: 2 - CDU: 10 | FDP                               | Freie Demokratische Partei                  | 5,9   | 2     | –     | –     | –     | –     | 2,5   | 1     | 1,6   | 1     |
| Sitzverteilung in der Gemeindevertretung 2021Insgesamt 31 Sitze - SPD: 11 - FBH: 8 - FDP: 2 - CDU: 10 | ALH                               | Alternative Liste für Hünfelden             | –     | –     | –     | –     | 5,4   | 2     | –     | –     | –     | –     |
| Sitzverteilung in der Gemeindevertretung 2021Insgesamt 31 Sitze - SPD: 11 - FBH: 8 - FDP: 2 - CDU: 10 | Linke                             | Die Linke                                   | –     | –     | –     | –     | 0,5   | 0     | –     | –     | –     | –     |
| Sitzverteilung in der Gemeindevertretung 2021Insgesamt 31 Sitze - SPD: 11 - FBH: 8 - FDP: 2 - CDU: 10 | Grüne                             | Bündnis 90/Die Grünen                       | –     | –     | –     | –     | –     | –     | –     | –     | 3,1   | 1     |
| Sitzverteilung in der Gemeindevertretung 2021Insgesamt 31 Sitze - SPD: 11 - FBH: 8 - FDP: 2 - CDU: 10 | Gesamt                            | Gesamt                                      | 100,0 | 31    | 100,0 | 31    | 100,0 | 31    | 100,0 | 37    | 100,0 | 37    |
| Sitzverteilung in der Gemeindevertretung 2021Insgesamt 31 Sitze - SPD: 11 - FBH: 8 - FDP: 2 - CDU: 10 | Wahlbeteiligung in Prozent        | Wahlbeteiligung in Prozent                  | 54,1  | 54,1  | 49,9  | 49,9  | 48,5  | 48,5  | 45,6  | 45,6  | 51,4  | 51,4  |

### Bürgermeister
Nach der hessischen Kommunalverfassung wird der Bürgermeister für eine sechsjährige Amtszeit gewählt, seit dem Jahr 1993 in einer Direktwahl, und ist Vorsitzender des Gemeindevorstands, dem in der Gemeinde Hünfelden neben dem Bürgermeister ehrenamtlich ein Erster Beigeordneter und sechs weitere Beigeordnete angehören. Bürgermeisterin ist seit dem 1. März 2011 die parteiunabhängige Silvia Scheu-Menzer. Sie wurde als Nachfolgerin von Norbert Besier, der nach zwei Amtszeiten nicht wieder kandidiert hatte, am 28. November 2010 in einer Stichwahl bei 56,2 Prozent Wahlbeteiligung mit 65,5 Prozent der Stimmen gewählt. Es folgten zwei Wiederwahlen, jeweils ohne Gegenkandidaten, zuletzt im November 2022.
Amtszeiten der Bürgermeister
- 2011–2029 Silvia Scheu-Menzer
- 1999–2011 Norbert Besier
- 1987–1999 Fritz Stauf
- 1972–1987 Erich Valeske

## Kultur und Sehenswürdigkeiten

### Bauwerke
- Ruine der Burg Kirberg
- restaurierte Fachwerkbauten und das ehemalige Rathaus im Ortsteil Kirberg
- Steinscher Hof in Kirberg
- ehemaliges Kloster Gnadenthal

### Museen
- Das Heimatmuseum in Kirberg

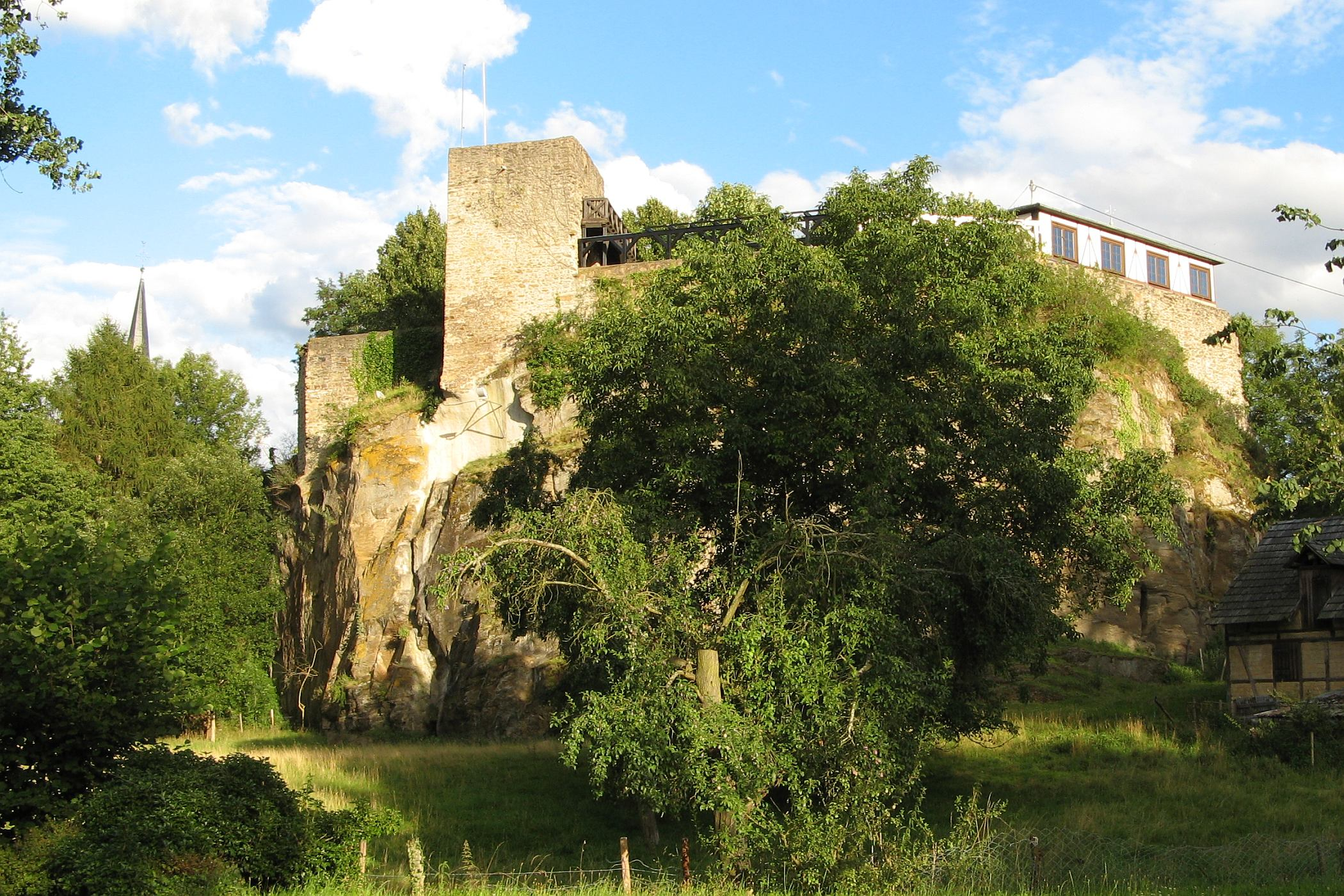
Die Burgruine in Kirberg
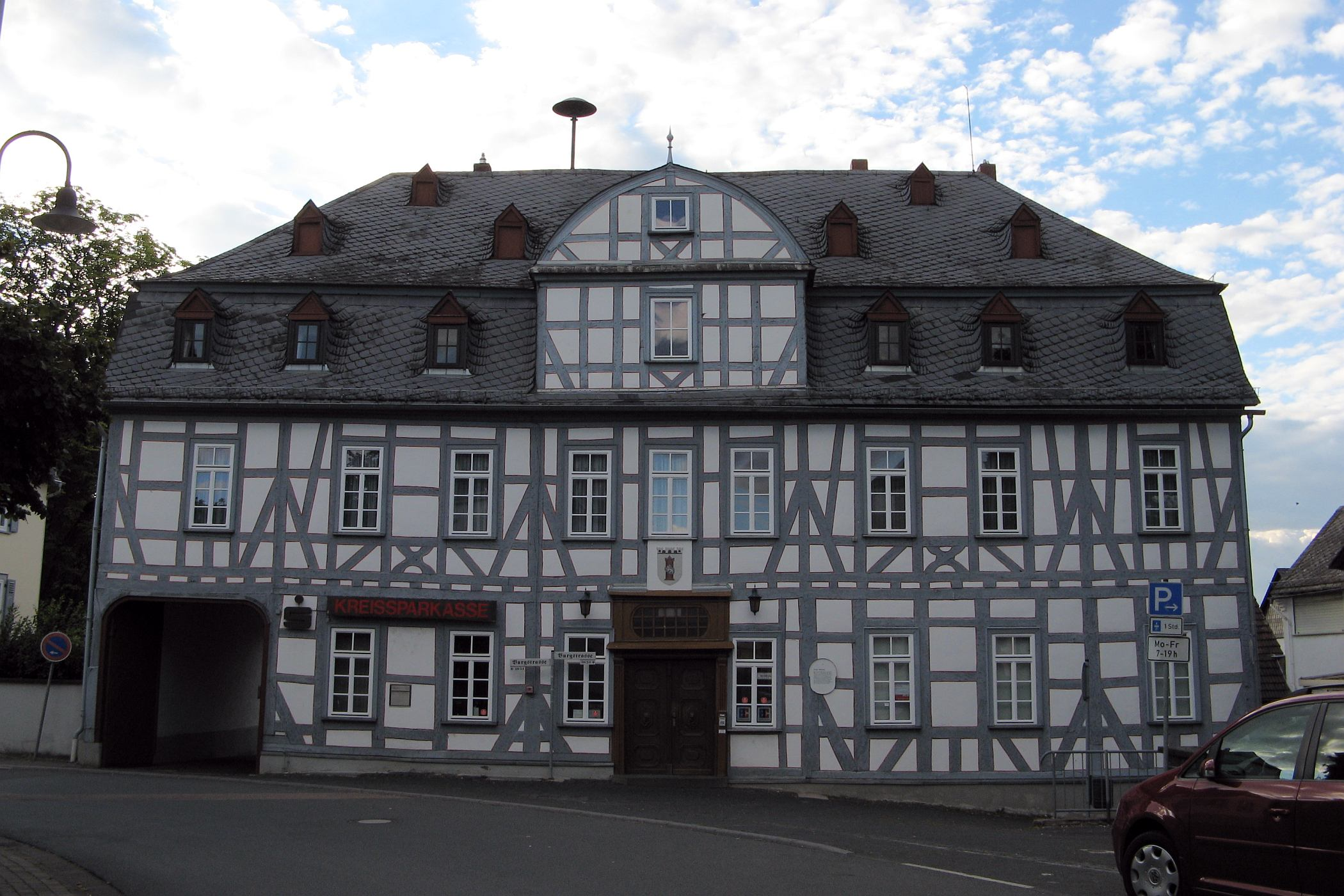
Ehemaliges Rathaus von Kirberg
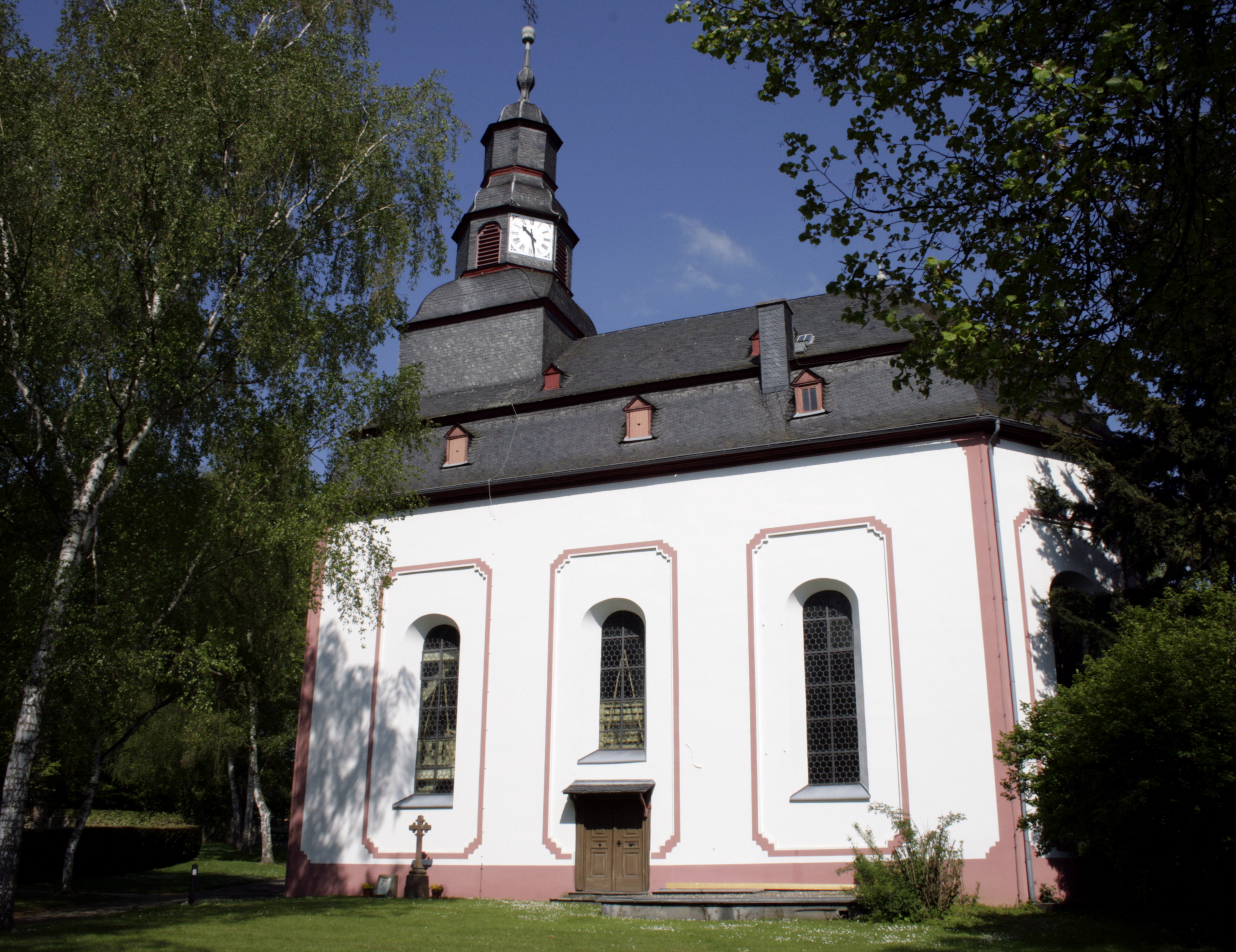
Dauborner Kirche
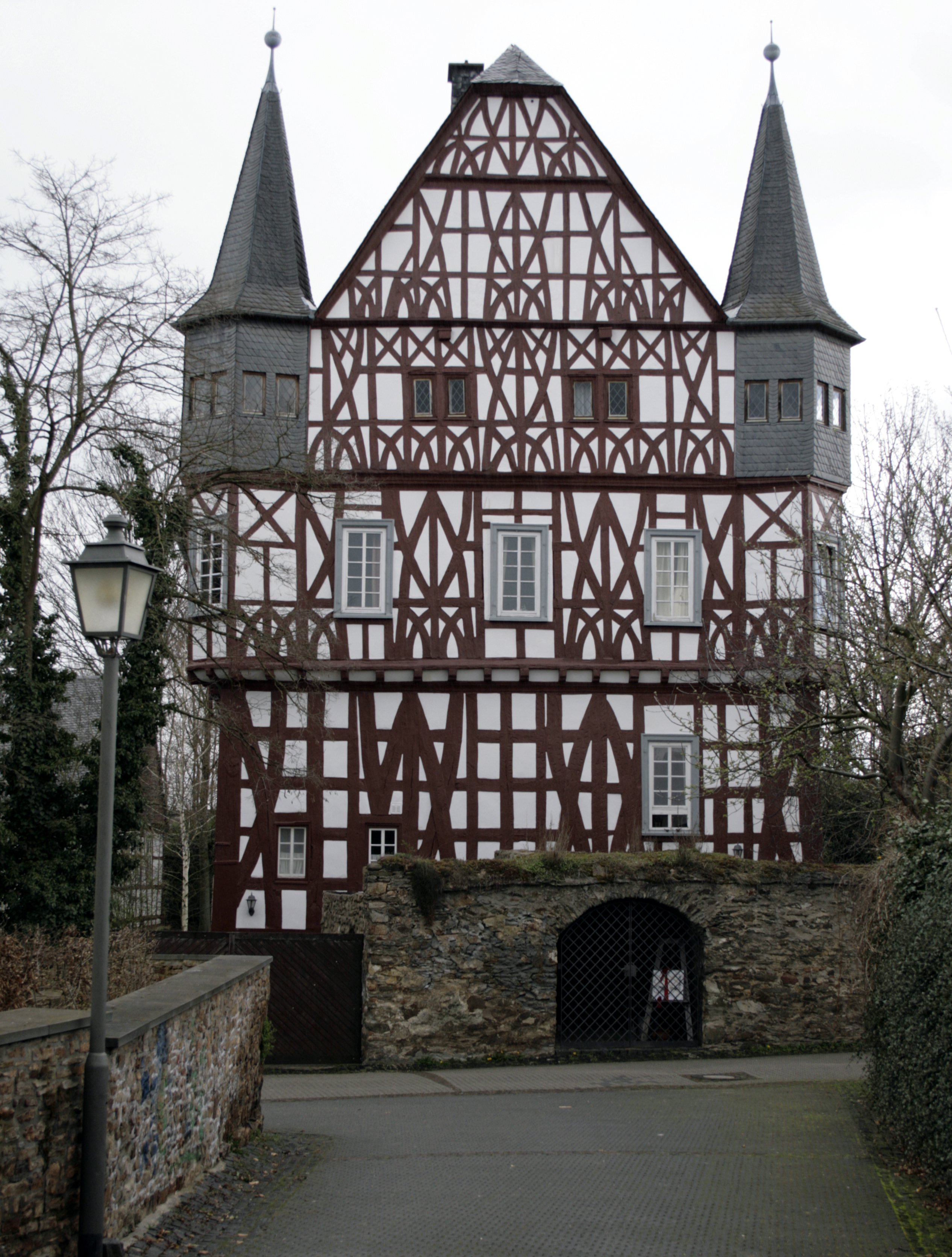
Stein’sches Haus in Kirberg
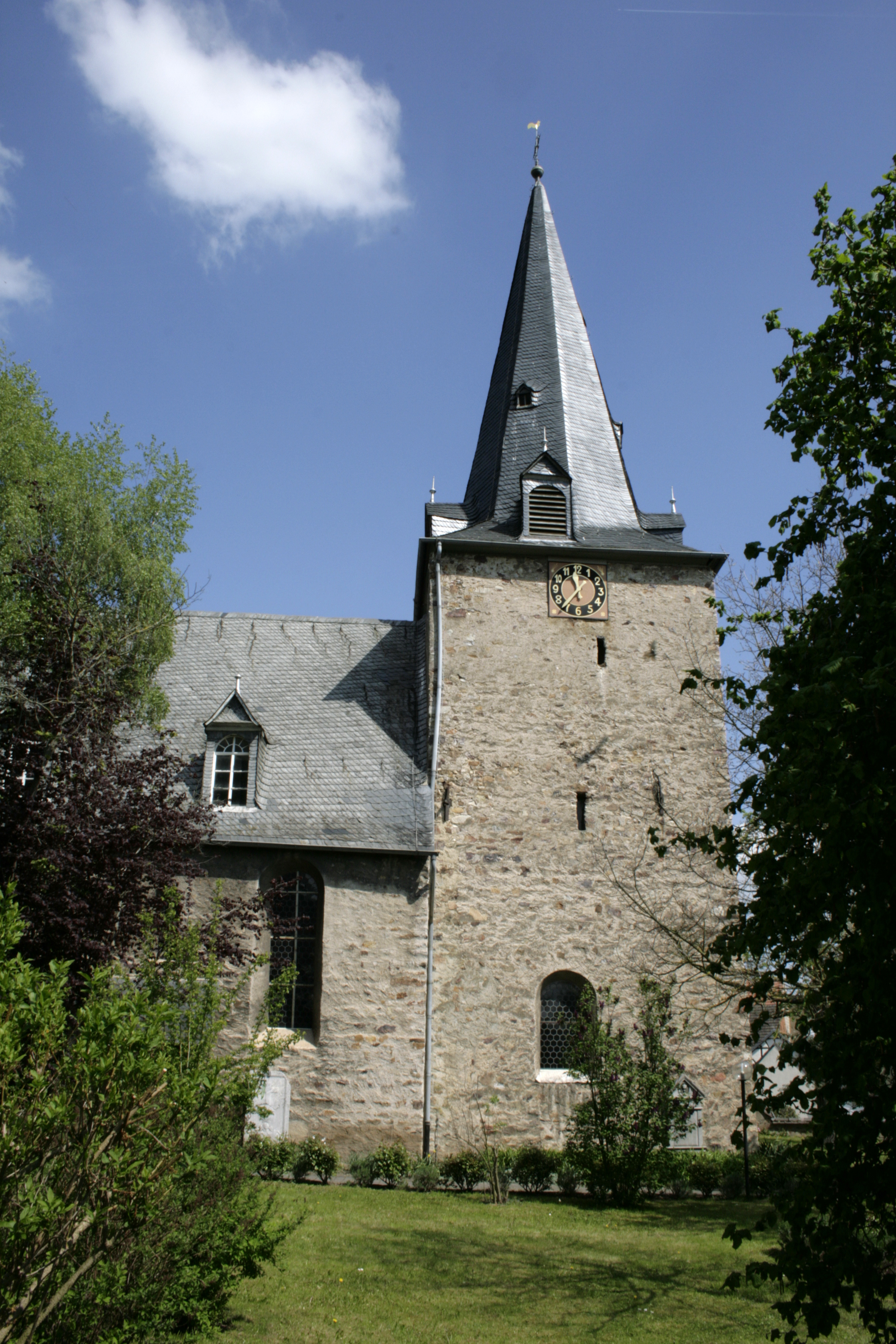
Mensfeldener Kirchturm
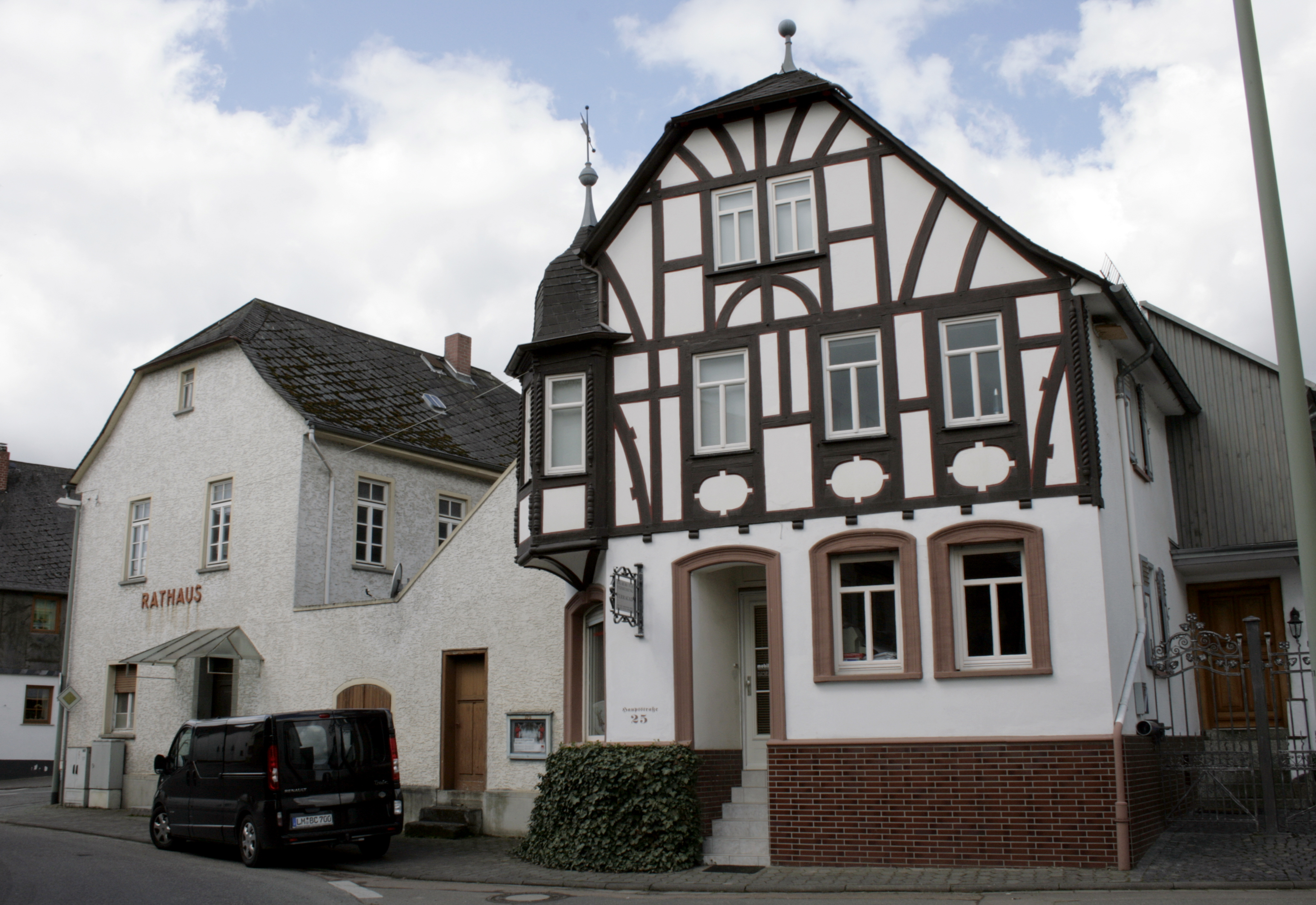
Ehemaliges Rathaus und ehemalige Poststation in Heringen
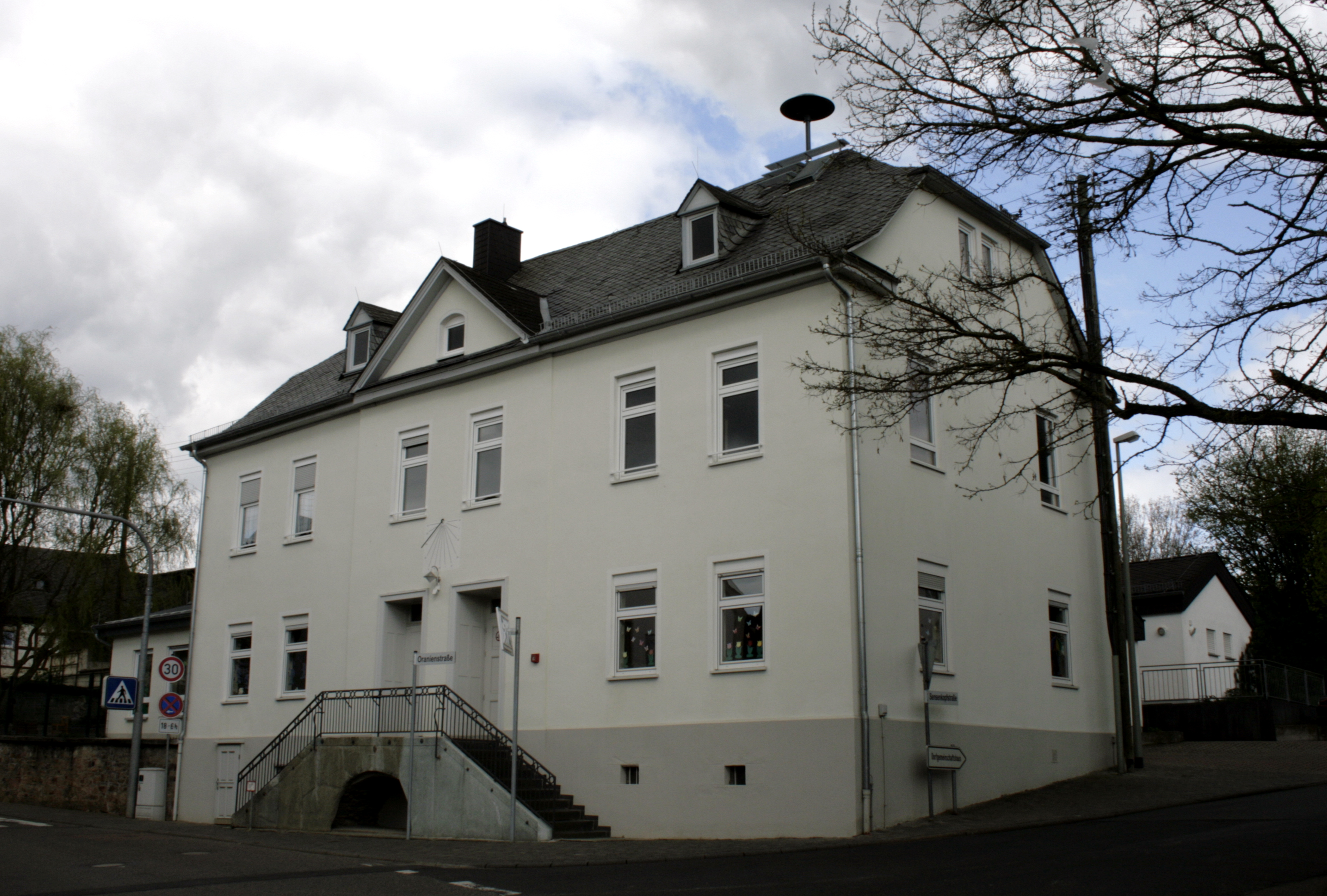
Alte Schule in Nauheim
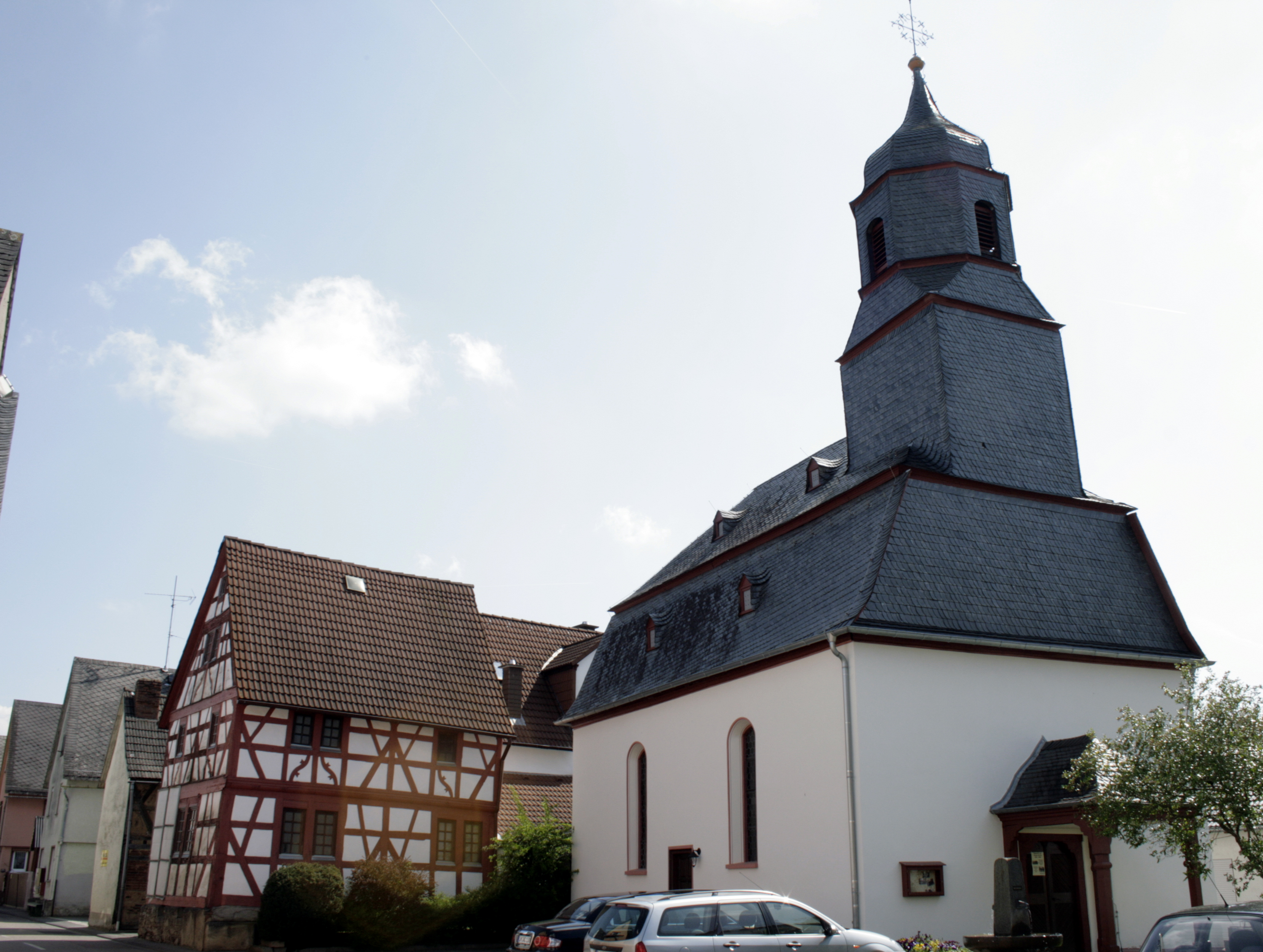
Neesbacher Kirche
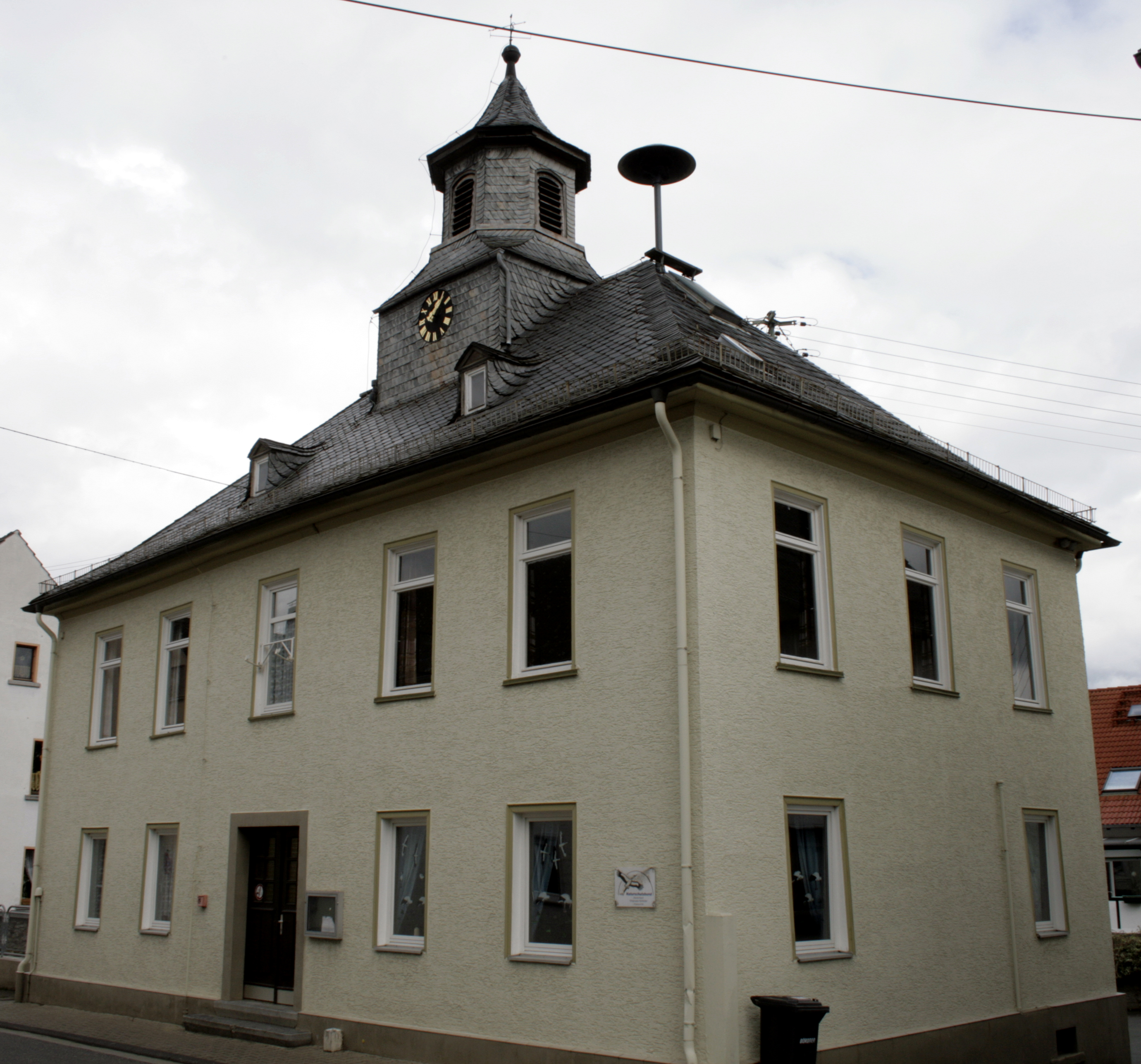
Alte Schule in Ohren

## Wirtschaft und Infrastruktur

### Verkehr
Hünfelden liegt an der Bundesstraße 417 nach Wiesbaden und Limburg. Die nächstgelegenen Autobahnanschlussstellen sind Limburg-Süd und Bad Camberg an der Bundesautobahn 3. Nächstgelegener Fernbahnhof ist der Bahnhof Limburg Süd.

### Bildung
Die Freiherr-vom-Stein-Schule ist eine Grund-, Haupt- und Realschule mit einem gymnasialen Zweig.

### Öffentliche Einrichtungen
- Kindergarten Kirberg
- Kindergarten Dauborn
- Kindergarten Heringen
- Kindergarten Mensfelden
- Kindergarten Nauheim
- Kindergarten Neesbach
- Kindergarten Ohren
- Freiwillige Feuerwehr Kirberg, gegr. 1905 (seit 25. Oktober 1970 mit Jugendfeuerwehr und ab 15. August 2010 mit Kinderfeuerwehr)
- Freiwillige Feuerwehr Dauborn, gegr. 1906 (seit 10. August 1975 mit Jugendfeuerwehr)
- Freiwillige Feuerwehr Heringen, gegr. 1909 (seit 12. Januar 1974 mit Jugendfeuerwehr und ab 5. April 2008 mit Kinderfeuerwehr)
- Freiwillige Feuerwehr Mensfelden, gegr. 1935 (seit 16. März 1993 mit Jugendfeuerwehr)
- Freiwillige Feuerwehr Nauheim, gegr. 1934 (seit 1. März 1973 mit Jugendfeuerwehr)
- Freiwillige Feuerwehr Neesbach, gegr. 1934 (seit 1. April 1972 mit Jugendfeuerwehr und seit 30. Oktober 2009 mit Kinderfeuerwehr)
- Freiwillige Feuerwehr Ohren, gegr. 1934 (seit 1. April 1972 mit Jugendfeuerwehr)

## Persönlichkeiten
- Wilhelm Bender (* 1944), Manager, ehemaliger Vorstandsvorsitzender der Fraport AG
- Frank Gerhardt (* 1967), Komponist
- Andreas Felger (* 1935), Maler
- Hildegard Pfaff (* 1952), Politikerin, 1991–2009 hessische Landtagsabgeordnete (SPD)
- Jan-Luca Rumpf (* 1999), Fußballspieler
- Karlheinz Weimar (* 1950), von 1999 bis 2010 Hessischer Finanzminister (CDU)
- Friedrich Christian Wirth (1826–1895) in Neesbach geborener Jurist, Landtagsabgeordneter, Mitgründer der Nassauischen Sparkasse